# La scuola dell'odio
La scuola dell'odio (Pressure Point) è un film del 1962 di Hubert Cornfield. È tratto dal libro Destiny's Tot scritto da Robert Mitchell Lindner nel 1955.

## Trama
Uno psichiatra militare nero ha in cura un paziente antisemita, razzista e simpatizzante per il nazismo.